# Ectatosticta deltshevi
Ectatosticta deltshevi  (лат.) — вид мелких абажуровых пауков рода Ectatosticta из семейства Hypochilidae. Восточная Азия: Китай (провинция Цинхай, уезд Хуанъюань).

## Описание
Мелкие пауки, длина самцов до 7,42 мм (самки крупнее — до 12,95 мм). Основная окраска желтовато-коричневая. От близкого вида Ectatosticta davidi (с которым ранее его путали, например, Forster, 1987) отличается строением гениталий и специализированными сетами, расположенными дистально на краях пальп самцов. 
Вид Ectatosticta deltshevi был впервые описан в 2009 году  американским арахнологом Норманом Платником (Norman I. Platnick; р.1951; Американский музей естественной истории, Манхэттен, Нью-Йорк, США) и Петером Ягером (Peter Jäger). Таксон Ectatosticta deltshevi вместе с видом Ectatosticta davidi включён в род Ectatosticta Simon, 1892. Видовое название E. deltshevi дано в честь болгарского арахнолога Христо Делчева (Dr Christo Deltshev; р.1939-).